# Метченська сільська рада
Метченська сільська рада (біл. Мётчанскі сельсавет) — адміністративно-територіальна одиниця в складі Борисовського району розташована в Мінській області Білорусі. Адміністративний центр — Нова Метча.
Метченська сільська рада розташована на межі центральної Білорусі, на північному сході Мінської області орієнтовне розташування — супутникові знимки, на схід від районного центру Борисова.
До складу сільради входять 22 населені пункти: Антоневичі • Аскерки • Бєґі • Берня • Велика Ухолода • Борки • Добрицьке • Дроздино • Завали • Зелена Дубрава • Корма • Леонове • Мала Ухолода • Нова Метча • Хутір Осов • Поднівка • Селище • Стара Метча • Унтальянка • Чорний Осов • Шобики • Ярцівка.
Рішенням Мінської обласної ради депутатів від 28 травня 2013 року, щодо змін адміністративно-територіального устрою Мінської області, до сільської рад було приєднано села Оздятичівської сільської ради — Забер'я • Кам'янка • Клипенка • Колки • Лавниця • Маталига • Мулище • Оздятичі • Студенка • Чернівка.